# Lennart Gröné
Olof Lennart Anders Gröné, född den 9 december 1910 i Flo församling, Skaraborgs län, död den 27 augusti 1993 i Burlövs församling, Malmöhus län, var en svensk agronom. Han var brorson till Otto Gröné.
Gröné avlade realexamen i Uddevalla 1927, genomgick specialkurs vid Hvilans folkhögskola 1932–1934 och avlade agronomexamen vid Lantbrukshögskolan 1938. Han genomförde en studieresa till Förenta staterna 1947. Gröné var assistent vid Lantbrukshögskolans institut för agronomisk hydroteknik 1937–1938, vid Jordbrukstekniska föreningen i Ultuna 1938–1945 och vid Jordbrukstekniska institutet 1945. Han blev lärare i maskin- och redskapslära samt fysik vid Alnarps lantbruks-, mejeri- och trädgårdsinstitut 1945, tillförordnad universitetslektor vid Lantbrukshögskolans avdelning i Alnarp 1965 och ordinarie universitetslektor där i trädgårdsodlingens arbetsmetodik och teknik 1970. Gröné författade Jordbrukets tekniska hjälpmedel (korrespondenskurs vid Nordiska korrespondensinstitutet, 1941), Traktorskötsel (korrespondenskurs vid Lantbruksförbundets Tidskriftsaktiebolags korrespondensskola, 1946) samt diverse instruktionsböcker och småskrifter. Han blev riddare av Nordstjärneorden 1965.